# 'Eua

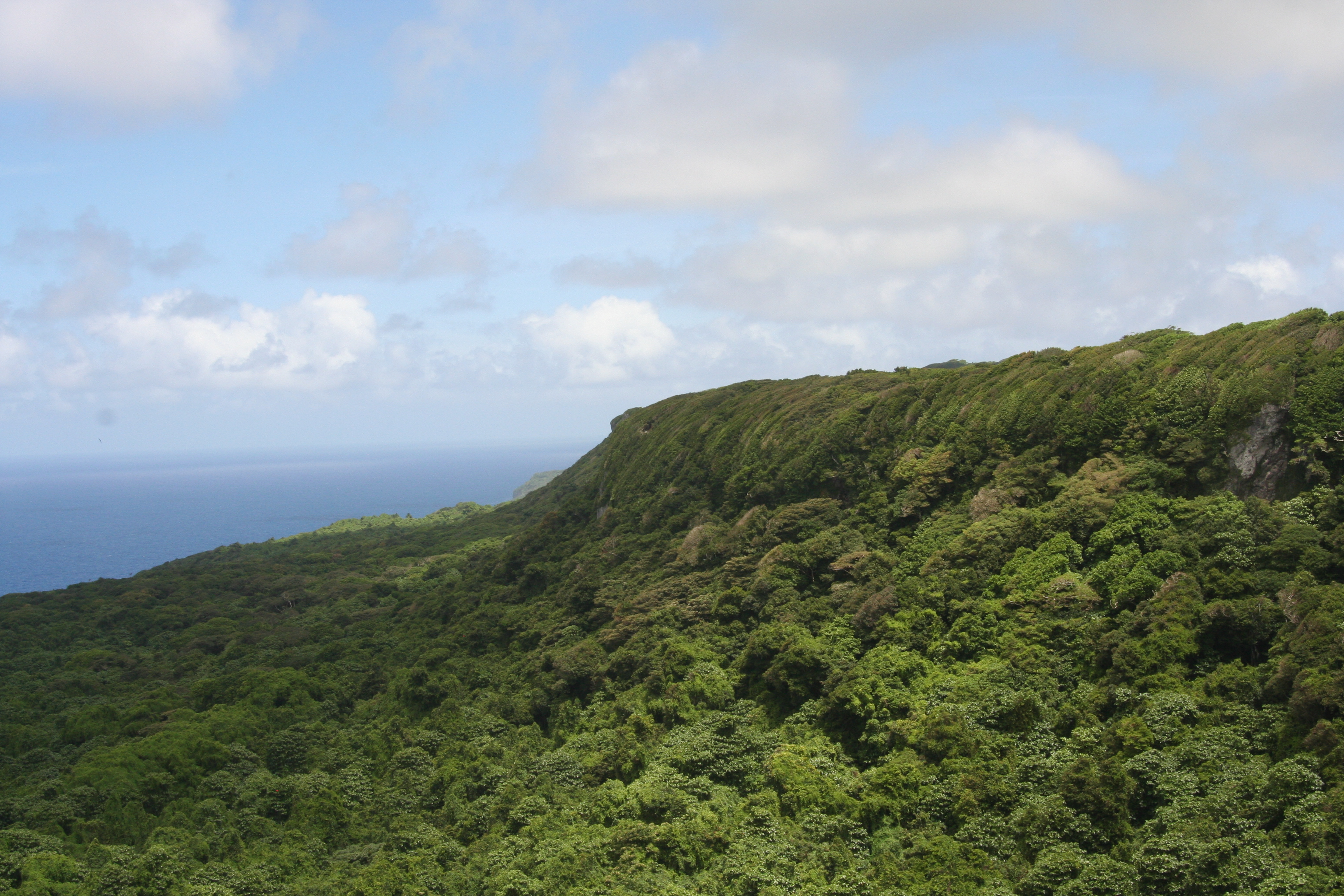
Parque Nacional de 'Eua.

ʻEua é uma das principais ilhas de Tonga. Localiza-se próximo a Tongatapu, mas constitui uma divisão administrativa em separado. Possui uma área de 87,44 km² e uma população estimada no ano de 2006 de 5.165 pessoas.

## Geografia
Ao contrário de outras ilhas de Tonga, 'Eua é uma ilha vulcânica montanhosa que se eleva a 383 metros em seu lado oriental. Tem 19 quilômetros de comprimento e 7,5 quilômetros de largura, com uma área total de 87,44 quilômetros quadrados. É uma das ilhas mais antigas do Pacífico, produzindo um solo rico para a agricultura e uma floresta tropical com espécies endêmicas.
Geograficamente é do grupo de Tongatapu. Administrativamente está dividida em dois distritos: 'Eua Proper e 'Eua Fo'ou.
As aldeias de 'Eua têm populações de diferentes origens: Houma,' Ohonua (a capital), Tufuvai e Pangai são originários de 'Eua; as nove aldeias do distrito de 'Eua Fo'ou foram fundadas por imigrantes de Niuafo'ou quando o vulcão entrou em erupção em 1946; Ha'atu'a e Kolomaile são de população migrando de 'Ata que escapou dos escravagistas peruanos do século XIX; 'Ahau é de população migrando de Tongapatu e Ha'apai.